# Bob Warner
Bob Warner var en fiktiv person som var med i den anden sæson af 24 Timer.

## Biografi
Bob var administrerende direktør for et multinationalt selskab og far til Kate og Marie Warner. Hans kone døde mange år før Dag 2. Hans yngste datter Marie skulle giftes med Reza Nayieer, en ledende medarbejder i Bobs firma i løbet af Dag 2.
Kate kom til sin far med sin mistanke om Rezas aktiviteter, bekymret for om han ikke var den mand de troede han var, specielt efter at finansielle optegnelser satte ham i forbindelse med terroristen Syed Ali. Bob bekymrede sig ikke om det, og forsøgte at forsikre hende om at hun kunne stole på Reza. Kate forblev dog skeptisk.
CTU ankom dog som følge af Kates undersøgelse og gav sig til at afhøre Reza. Reza nægtede ethvert kendskab til Ali men endte med at beskylde Bob for at have stået for transaktionerne. Bob nægtede også ethvert bekendtskab til Ali, og afslørede at han til tider havde arbejdet freelance for CIA, ved at bruge sit firma til at fremsende information for dem.
Efter at have været tilbageholdt i flere timer, er Bob forfærdet over at høre at det havde været Marie som havde arbejdet med Ali, og at hun havde myrdet Reza og to CTU agenter da de afslørede hendes rolle.
Marie blev dog senere fanget og midlertidigt tilbageholdt i CTU's hovedkvarter. Bob besøgte sin datter og bad hende om at fortælle hvorfor hun havde gjort de ting hun gjorde. Kate, som med egne øjne havde set hvad hendes søster samme dag havde været i stand til, fortalte ham at Marie ikke ville give ham noget svar som han eller Kate nogensinde ville kunne forstå.

## 24: The Game
Bob var ikke med i 24: The Game men blev dog nævnt da Max kidnapper Kate for at tvinge Bob til at hjælpe ham med at smugle atomare våben ud af USA.
| 24 Timer | Spire Denne artikel om tv-serien 24 Timer er en spire som bør udbygges. Du er velkommen til at hjælpe Wikipedia ved at udvide den. |